# Wilhelm Gail
Wilhelm Gail (Monaco di Baviera, 7 marzo 1804 – Monaco di Baviera, 26 febbraio 1890) è stato un pittore tedesco di architettura.

## Biografia
Gail fu figlio di un supervisore della galleria elettorale. Per volere del padre, dopo il liceo studiò dapprima architettura all'Accademia di Belle Arti di Monaco: in seguito, tuttavia si dedicò alla pittura.
Dopo aver completato gli studi, prese ulteriori lezioni nello studio di suo cognato, che era il pittore Peter von Hess. Durante questo periodo, creò una serie di dipinti di paesaggi in cui ha raffigurato la fauna e le usanze della sua terra natale.
Nel 1825 Gail si recò in Italia su invito del barone von Malzen, incaricato d'affari reale bavarese presso la corte sarda. Lì creò diverse immagini architettoniche e opere di genere che furono pubblicati come litografie, con i titoli Monuments romains dans les états de sardaigne e Scènes populaires de Genova.
Dopo il suo ritorno a Monaco, Gail elaborò i suoi ricordi in numerose immagini di edifici (ad es. l'antico acquedotto nella Campagna, il cortile del monastero di Viterbo), che lo resero rapidamente popolare nel pubblico.
Nel 1830 Gail intraprese un viaggio di studio a Parigi. Dopo lo scoppio della Rivoluzione di luglio si recò a Chartres. Seguirono, poi, ulteriori viaggi di studio in Italia e Spagna.
Nel 1854, Gail fu nominato plenipotenziario e, subito dopo, nominato consigliere di gabinetto del duca bavarese Nikolaus von Leuchtenberg.
Wilhelm Gail morì all'età di 85 anni.

## Sepoltura
La tomba di Wilhelm Gail si trova nel Vecchio Cimitero Meridionale di Monaco (campo tomba 5 - fila 16 - posto 9) Standort.

## Galleria d'immagini

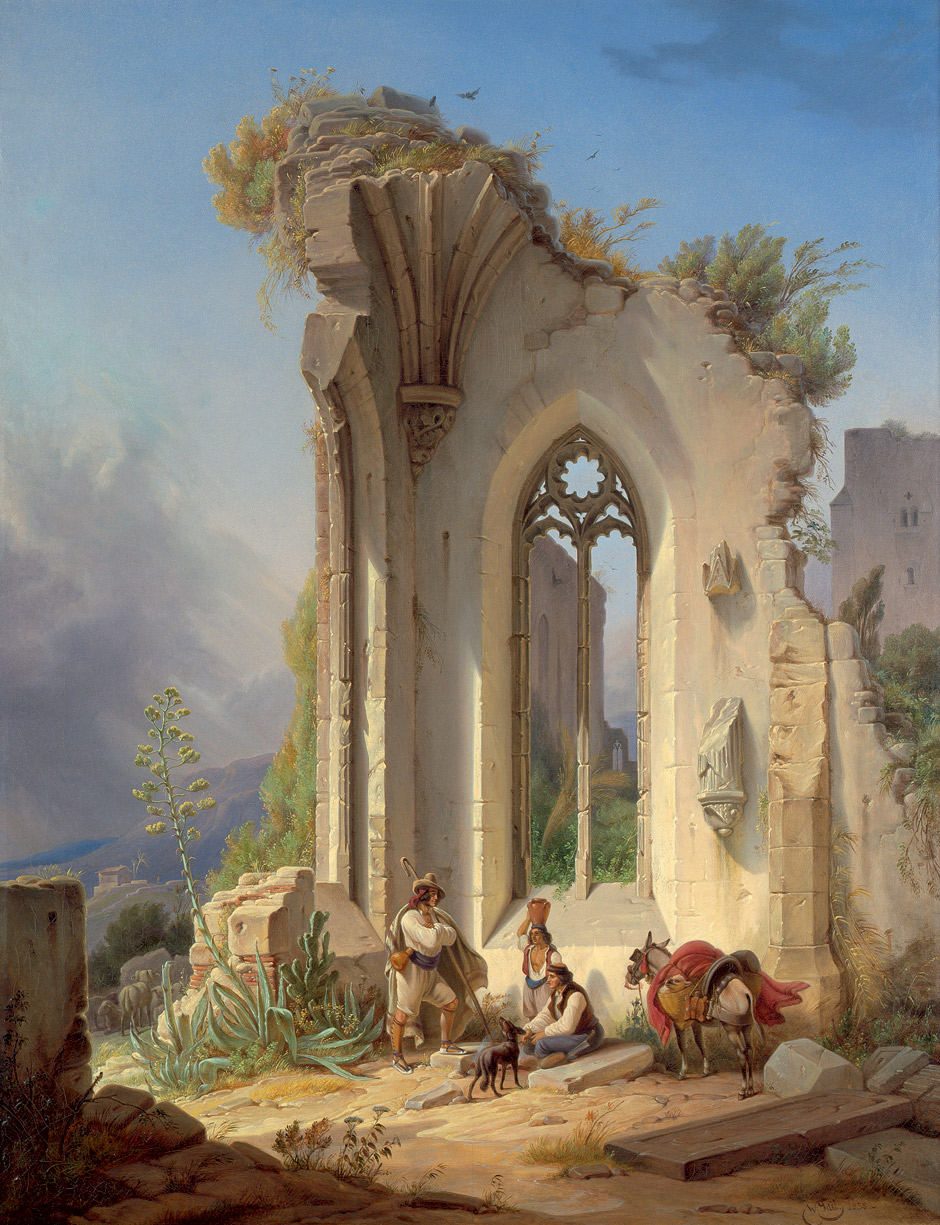
Wilhelm Gail: Rovine del monastero vicino a Valencia, 1838
Ricordi di Firenze, Roma e Napoli (1829)
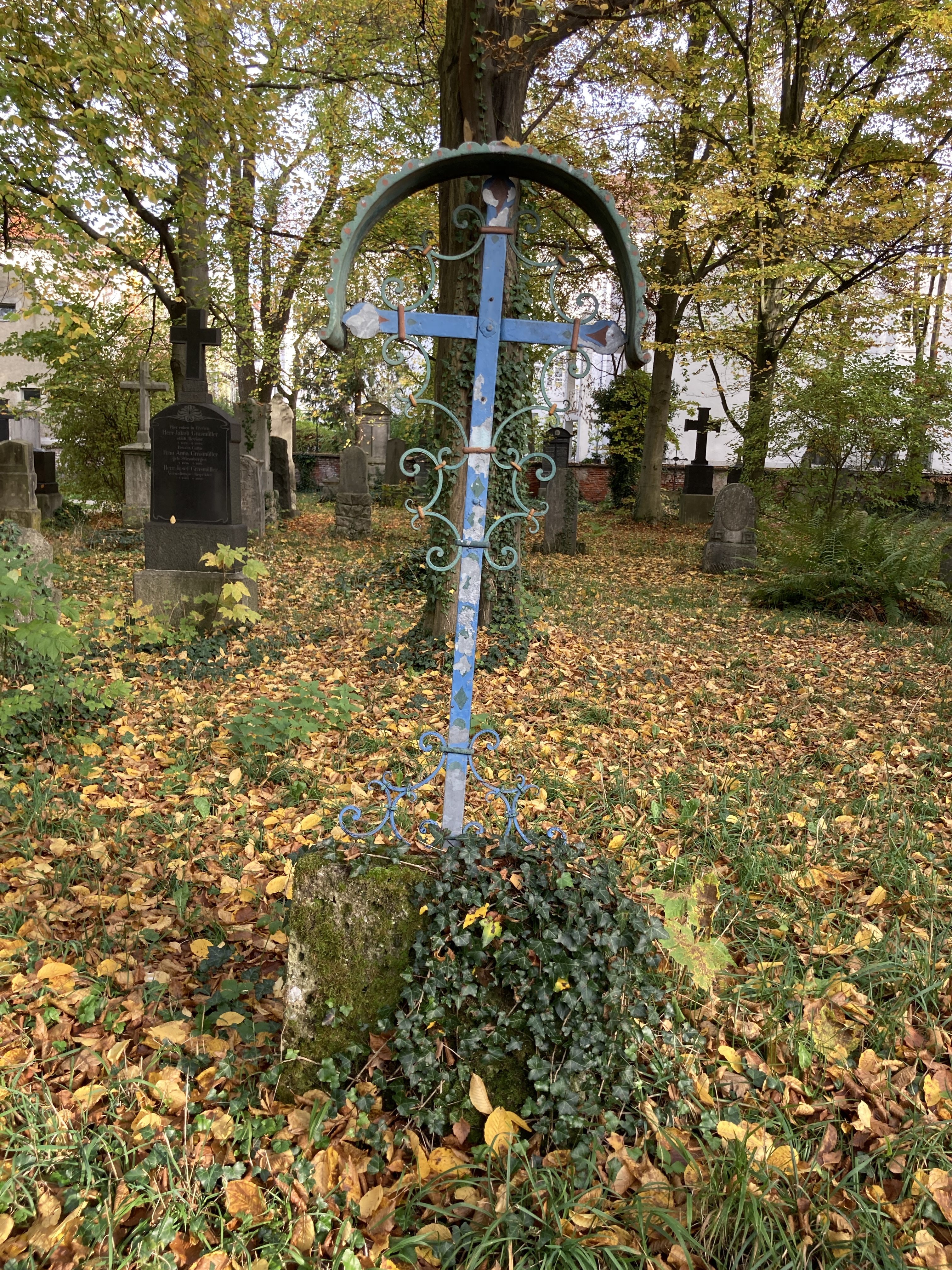
Tomba di Wilhelm Gail nel vecchio cimitero meridionale di Monaco Standort